# Sarah Hornung
Sarah Hornung (n. el 14 de abril de 1996 in Büren an der Aare) es una tiradora deportiva suiza.